# Exenterus xanthostigma
Exenterus xanthostigma là một loài tò vò trong họ Ichneumonidae.